# Laboratorní krysy
Laboratorní krysy (v anglickém originále Lab Rats) je americký sitcom, který měl premiéru 27. února 2012 na Disney XD, který pojednává o životě teenagera Lea Dooleyho, jehož matka, Tasha, se vdala za génia a miliardáře Donalda Davenporta. Seriál byl vytvořený Chrisem Petersonem a Bryanem Moorem 15. ledna 2011. V 18. května 2012 získal seriál Laboratorní krysy druhou sezónu. Dne 26. července 2013 Disney XD objednala třetí řadu seriál Laboratorní krysy. Poslední čtvrtá řada byla vysílána do 3. února 2016, poté byl seriál nahrazen spin-offem Lab Rats: Elite Force.

## Vysílání
| Řada | Díly | Premiéra v USA  | Premiéra v USA    | Premiéra v ČR      | Premiéra v ČR      |
| Řada | Díly | První díl       | Poslední díl      | První díl          | Poslední díl       |
| ---- | ---- | --------------- | ----------------- | ------------------ | ------------------ |
| 1    | 20   | 27. února 2012  | 5. listopadu 2012 | 8. února 2014      | 26. října 2014     |
| 2    | 26   | 25. února 2013  | 13. ledna 2014    | 29. listopadu 2014 | 14. listopadu 2015 |
| 3    | 26   | 17. února 2014  | 5. února 2015     | 21. listopadu 2015 | 16. února 2017     |
| 4    | 26   | 18. března 2015 | 3. února 2016     | 8. května 2017     | 23. října 2017     |